# International Harvester Travelall
O Travelall foi um veículo utilitário esportivo produzido de 1953 a 1975 pela empresa estadunidense International Harvester Corporation (IHC). Ao longo de 22 anos de produção o modelo teve quatro gerações nos seguintes anos: Primeira geração anos 1953-1957; Segunda geração 1958-1960; Terceira geração 1961-1968 e Quarta geração 1969-1975.